# 石松安次
石松 安次（いしまつ やすじ、1924年（大正13年）11月17日 - 2018年（平成30年）3月20日）は、昭和から平成時代の政治家。位階は正五位。
大分県日田市長。日田市名誉市民。

## 経歴
日田市出身。高等小学校卒業。
日田商工会議所会頭を経て、1979年（昭和54年）から日田市長に4選。1995年（平成7年）引退した。市政、郷土の振興発展の実績から、2000年（平成12年）9月、日田市名誉市民に推挙された。
2018年（平成30年）3月20日、心不全のため死去した。

## 栄典
- 1997年（平成9年） - 勲四等瑞宝章[1]
- 2018年（平成30年） - 正五位[4]。